# 부평고등학교
부평고등학교(富平高等學校)는 대한민국 인천광역시 부평구 부평동에 위치한 공립 고등학교이다.

## 학교 연혁
- 1971년 12월 31일 : 부평고등학교 설립 인가
- 1972년 3월 6일 : 개교 및 제1회 입학식(김창렬 교장 취임)
- 1978년 3월 2일 : 씨름부 창단
- 1982년 3월 2일 : 축구부 창단
- 2011년 1월 21일 : 교육과정 운영 자율학교 지정(교과부)
- 2021년 4월 5일 : 그린스마트 미래학교 선정
- 2023년 1월 3일 : 제49회 졸업(누계 22,307명)
- 2024년 3월 4일 : 2024학년도 신입생 입학(218명)
- 2024년 9월 1일 : 제20대 김정수 교장 취임
- 2024년 11월 19일 : 자율형 공립고등학교 선정

## 참고 자료
- 부평고등학교 - 한국교육학술정보원 학교알리미